# Campionati del mondo di ciclismo su pista 2022
I Campionati del mondo di ciclismo su pista 2022 (en.: 2022 UCI Track Cycling World Championships) si sono svolti a Saint-Quentin-en-Yvelines, in Francia, dal 12 al 16 ottobre all'interno del Velodromo di Saint-Quentin-en-Yvelines.
Nello stesso impianto si sono disputati i Campionati del mondo di ciclismo su pista nel 2015 e si disputeranno le gare di ciclismo su pista dei Giochi della XXXIII Olimpiade e dei XVII Giochi paralimpici estivi.
Il programma prevede 22 gare, di cui 11 maschili e 11 femminili, le stesse dell'edizione precedente.
Il 1º marzo 2022, a seguito dell'invasione russa dell'Ucraina, l'UCI ha deciso di escludere da tutte le competizioni le nazionali di Russia e Bielorussia.

## Programma

### Legenda
|   | Competizioni |
| F | Finale       |
| M | Mattino      |
| P | Pomeriggio   |
| S | Sera         |

| Data →                   | 12 | 12       | 13        | 13   | 14 | 14 | 15           | 15     | 16 | 16    |
| Evento ↓                 | P  | S        | P         | S    | P  | S  | M            | P      | M  | P     |
| ------------------------ | -- | -------- | --------- | ---- | -- | -- | ------------ | ------ | -- | ----- |
| Chilometro a cronometro  |    |          |           |      | Q  | F  |              |        |    |       |
| Inseguimento individuale |    |          |           |      | Q  | F  |              |        |    |       |
| Keirin                   |    |          | R1, R, R2 | R3,F |    |    |              |        |    |       |
| Omnium                   |    |          |           |      |    |    | SR, TR       | ER, PR |    |       |
| Corsa a punti            |    |          |           |      |    | F  |              |        |    |       |
| Scratch                  |    |          |           | F    |    |    |              |        |    |       |
| Velocità                 |    |          |           |      |    |    | Q, 1/16, 1/8 | QF     |    | SF, F |
| Inseguimento a squadre   | Q  | R1       |           | F    |    |    |              |        |    |       |
| Velocità a squadre       |    | Q, R1, F |           |      |    |    |              |        |    |       |
| Americana                |    |          |           |      |    |    |              |        |    | F     |
| Corsa a eliminazione     |    |          |           |      |    |    |              |        |    | F     |

| Data →                   | 12 | 12       | 13           | 13    | 14     | 14     | 15 | 15 | 16    | 16    |
| Evento ↓                 | P  | S        | P            | S     | P      | S      | M  | P  | M     | P     |
| ------------------------ | -- | -------- | ------------ | ----- | ------ | ------ | -- | -- | ----- | ----- |
| 500m a cronometro        |    |          |              |       |        |        | Q  | F  |       |       |
| Inseguimento individuale |    |          |              |       |        |        | Q  | F  |       |       |
| Keirin                   |    |          |              |       |        |        |    |    | R1, R | R2, F |
| Omnium                   |    |          |              |       | SR, TR | ER, PR |    |    |       |       |
| Corsa a punti            |    |          |              |       |        |        |    |    |       | F     |
| Scratch                  |    | F        |              |       |        |        |    |    |       |       |
| Velocità                 |    |          | Q, 1/16, 1/8 | QF    |        | SF, F  |    |    |       |       |
| Inseguimento a squadre   | Q  |          |              | R1, F |        |        |    |    |       |       |
| Velocità a squadre       |    | Q, R1, F |              |       |        |        |    |    |       |       |
| Americana                |    |          |              |       |        |        | Q  | F  |       |       |
| Corsa a eliminazione     |    |          |              | F     |        |        |    |    |       |       |

## Medagliere
| Pos.   | Nazione       | Oro | Argento | Bronzo | Totale |
| ------ | ------------- | --- | ------- | ------ | ------ |
| 1      | Paesi Bassi   | 4   | 4       | 2      | 10     |
| 2      | Italia        | 4   | 3       | 0      | 7      |
| 3      | Francia (H)   | 3   | 3       | 1      | 7      |
| 3      | Germania      | 3   | 3       | 1      | 7      |
| 5      | Gran Bretagna | 3   | 2       | 5      | 10     |
| 6      | Belgio        | 2   | 0       | 2      | 4      |
| 7      | Australia     | 1   | 1       | 1      | 3      |
| 8      | Stati Uniti   | 1   | 0       | 2      | 3      |
| 9      | Canada        | 1   | 0       | 0      | 1      |
| 10     | Nuova Zelanda | 0   | 2       | 1      | 3      |
| 11     | Giappone      | 0   | 2       | 0      | 2      |
| 12     | Danimarca     | 0   | 1       | 2      | 3      |
| 13     | Cina          | 0   | 1       | 1      | 2      |
| 14     | Portogallo    | 0   | 0       | 2      | 2      |
| 15     | Colombia      | 0   | 0       | 1      | 1      |
| 15     | Spagna        | 0   | 0       | 1      | 1      |
| Totale | Totale        | 22  | 22      | 22     | 66     |

## Podi
| Eventi                            | Oro                                                                                   | Argento                                                                         | Bronzo                                                                           |
| Gare maschili                     |                                                                                       |                                                                                 |                                                                                  |
| Velocità dettagli                 | Harrie Lavreysen Paesi Bassi                                                          | Matthew Richardson Australia                                                    | Matthew Glaetzer Australia                                                       |
| Chilometro a cronometro dettagli  | Jeffrey Hoogland Paesi Bassi                                                          | Melvin Landernau Francia                                                        | Alejandro Martínez Spagna                                                        |
| Inseguimento individuale dettagli | Filippo Ganna Italia                                                                  | Jonathan Milan Italia                                                           | Ivo Oliveira Portogallo                                                          |
| Inseguimento a squadre dettagli   | Gran Bretagna Ethan Hayter Oliver Wood Ethan Vernon Daniel Bigham                     | Italia Filippo Ganna Simone Consonni Jonathan Milan Manlio Moro Francesco Lamon | Danimarca Tobias Hansen Carl-Frederik Bévort Lasse Norman Hansen Rasmus Pedersen |
| Velocità a squadre dettagli       | Australia Matthew Glaetzer Leigh Hoffman Matthew Richardson Thomas Cornish            | Paesi Bassi Roy van den Berg Harrie Lavreysen Jeffrey Hoogland                  | Gran Bretagna Jack Carlin Alistair Fielding Hamish Turnbull                      |
| Keirin dettagli                   | Harrie Lavreysen Paesi Bassi                                                          | Jeffrey Hoogland Paesi Bassi                                                    | Kevin Quintero Colombia                                                          |
| Scratch dettagli                  | Dylan Bibic Canada                                                                    | Kazushige Kuboki Giappone                                                       | Roy Eefting Paesi Bassi                                                          |
| Corsa a punti dettagli            | Yoeri Havik Paesi Bassi                                                               | Roger Kluge Germania                                                            | Fabio Van Den Bossche Belgio                                                     |
| Americana dettagli                | Francia Donovan Grondin Benjamin Thomas                                               | Gran Bretagna Ethan Hayter Oliver Wood                                          | Belgio Fabio Van Den Bossche Lindsay De Vylder                                   |
| Omnium dettagli                   | Ethan Hayter Gran Bretagna                                                            | Benjamin Thomas Francia                                                         | Aaron Gate Nuova Zelanda                                                         |
| Corsa a eliminazione dettagli     | Elia Viviani Italia                                                                   | Corbin Strong Nuova Zelanda                                                     | Ethan Vernon Gran Bretagna                                                       |
| Gare femminili                    |                                                                                       |                                                                                 |                                                                                  |
| Velocità dettagli                 | Mathilde Gros Francia                                                                 | Lea Friedrich Germania                                                          | Emma Hinze Germania                                                              |
| 500 metri a cronometro dettagli   | Taky Marie-Divine Kouamé Francia                                                      | Emma Hinze Germania                                                             | Guo Yufang Cina                                                                  |
| Inseguimento individuale dettagli | Franziska Brauße Germania                                                             | Bryony Botha Nuova Zelanda                                                      | Josie Knight Gran Bretagna                                                       |
| Inseguimento a squadre dettagli   | Italia Elisa Balsamo Chiara Consonni Martina Fidanza Vittoria Guazzini Martina Alzini | Gran Bretagna Neah Evans Katie Archibald Anna Morris Josie Knight Megan Barker  | Francia Marion Borras Clara Copponi Valentine Fortin Victoire Berteau            |
| Velocità a squadre dettagli       | Germania Pauline Grabosch Emma Hinze Lea Friedrich                                    | Cina Bao Shanju Guo Yufang Yuan Liying                                          | Gran Bretagna Lauren Bell Sophie Capewell Emma Finucane                          |
| Keirin dettagli                   | Lea Friedrich Germania                                                                | Mina Sato Giappone                                                              | Steffie van der Peet Paesi Bassi                                                 |
| Scratch dettagli                  | Martina Fidanza Italia                                                                | Maike van der Duin Paesi Bassi                                                  | Jessica Roberts Gran Bretagna                                                    |
| Corsa a punti dettagli            | Neah Evans Gran Bretagna                                                              | Julie Leth Danimarca                                                            | Jennifer Valente Stati Uniti                                                     |
| Americana dettagli                | Belgio Shari Bossuyt Lotte Kopecky                                                    | Francia Clara Copponi Valentine Fortin                                          | Danimarca Amalie Dideriksen Julie Leth                                           |
| Omnium dettagli                   | Jennifer Valente Stati Uniti                                                          | Maike van der Duin Paesi Bassi                                                  | Maria Martins Portogallo                                                         |
| Corsa a eliminazione dettagli     | Lotte Kopecky Belgio                                                                  | Rachele Barbieri Italia                                                         | Jennifer Valente Stati Uniti                                                     |